# 金井之恭

金井之恭

金井 之恭（かない ゆきやす、天保4年9月18日（1833年10月30日） - 明治40年（1907年）5月13日）は幕末期の志士、明治期の官僚、書家。通称は文八郎。字は子誠。号は金洞（きんどう）・錦鶏など。変名に金井五郎・桑原梧楼などがある。長女は弁護士で政治家の小川平吉に嫁ぐ。錦鶏間祗候。

## 経歴
1833年9月、上野国佐位郡島村（現在の群馬県伊勢崎市）に画家で勤皇家の父・烏洲の四男として生まれる。金井氏は新田氏支族岩松氏の流れを汲むとされる。幼少の頃から文学を好み、また書もよくした。1867年、新田義貞の末裔とされる新田満次郎を擁し倒幕の挙兵を企てるが、事が露顕して投獄される。1868年9月、東京府市政局に出仕。
1869年8月、太政官少史。1874年1月、権少内史。1882年、内閣大書記官。1888年、元老院議官。1890年10月20日、元老院が廃止され非職となり錦鶏間祗候を仰せ付けられ、1891年4月21日、非職元元老院議官を依願免本官となる。同年4月15日、貴族院勅選議員。1907年、浜松で客死。墓所は青山霊園(1ロ17-11～13)。

## 人物
書は初め中沢雪城に学び、のち貫名菘翁の書風に傾倒した。明治書壇の有数の大家であり、日本書道会・書道奨励会の会長等を歴任し、明治9年4月に明治天皇が大久保利通邸を訪問した際には、日下部鳴鶴とともに席書を行った。
大久保利通が清に渡った際は、井上毅らとともに随行している。

## 栄典
位階
- 1874年（明治7年）2月18日 - 従六位[6]
- 1886年（明治19年）11月16日 - 正五位[7]
- 1894年（明治27年）5月21日 - 正四位[8]

勲章等
- 1887年（明治20年）11月25日 - 勲四等旭日小綬章[9]
- 1889年（明治22年）
  - 11月25日 - 大日本帝国憲法発布記念章[10]
  - 12月27日 - 勲三等瑞宝章[11]

## 筆跡

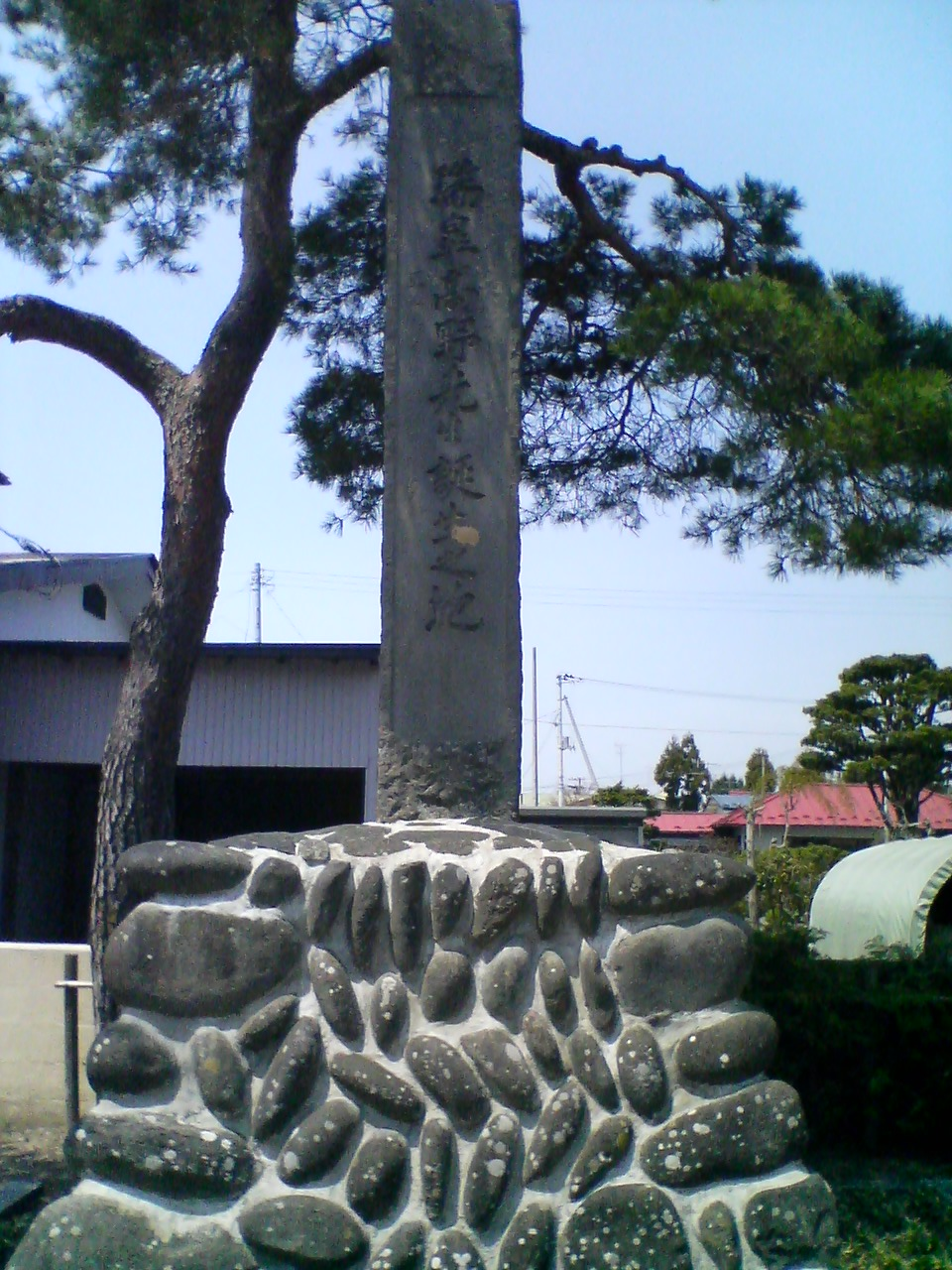
高野長英の碑

- 高野長英の碑

岩手県奥州市水沢区にある高野長英誕生の地の碑。
- 北条時宗偉功碑

建碑は1885年、中沢雪城、私淑した貫名菘翁をへて、この顔法に至っている。
- 山田方谷遺蹟碑

岡山県新見市大佐小阪部上町にある臨終の地にある碑。
この他全国に150基以上の石碑を残している。

## 著書
- 『高山操志』